# Scienze politiche
Le scienze politiche sono quell'insieme di discipline accademiche che studia  la politica nel suo complesso.
Non vanno confuse con la scienza politica (o scienza della politica o politologia), che è una specifica disciplina annoverabile tra le scienze politiche.

## Storia
Il più antico istituto per lo studio delle scienze politiche d'Italia è l'"Istituto Cesare Alfieri" di Firenze, fondato nel 1875 col nome «Scuola di scienze sociali», che divenne "Istituto di scienze politiche e sociali" nel 1888.
A dicembre 1924 (poi approvato con R.D. del 18 aprile 1925) si configurava l'Istituto Cesare Alfieri come una "Università libera", che conferiva la laurea in Scienze sociali, politiche ed economiche. Divenne facoltà con R.D. 1269/1938 con la confluenza imposta nella neo-istituita Università degli studi di Firenze.
Tra le più antiche facoltà, la Scuola di Scienze politiche dell'attuale Università degli Studi "La Sapienza" di Roma fu istituita con il R.D.L. 527 del 23 marzo 1924 e fu la prima a divenire facoltà, l'anno successivo. Nel 1927 nacque la Regia facoltà fascista di Scienze politiche in seno all'Università di Perugia, mentre nel 1932 sorse la Facoltà di Scienze Politiche dell'Università Cattolica del Sacro Cuore a Milano. Nel dicembre 1924 a Padova nasce la “Scuola di Scienze politiche e sociali”, che solo nel 1933 prenderà il nome di facoltà di Scienze politiche. 
Nel 1939 fu istituito il corso di laurea in Scienze politiche presso la facoltà di Giurisprudenza dell'Università di Palermo.
La scienza politica come disciplina autonoma in Italia è però nata molto più tardi: il primo docente di questa materia fu Giovanni Sartori nel 1963.

## Descrizione

### Le discipline
Le scienze politiche comprendono le seguenti materie:
- discipline giuspubblicistiche;
- discipline giusprivatistiche;
- economia politica, politica economica, economia pubblica;
- scienza delle finanze e contabilità pubblica;
- management pubblico
- scienza politica (che si occupa anche della comunicazione politica e dello studio comparato dei sistemi politici);
- relazioni internazionali;
- sociologia e metodologia della ricerca sociale;
- storia delle dottrine politiche;
- storia delle istituzioni politiche;
- storia (in particolare moderna e contemporanea, storia sociale e altre scienze storiche);
- filosofia politica e altre branche della filosofia;
- geografia politica ed economica e altre branche della geografia antropica;
- statistica e demografia.

## Nel mondo

### Italia
Nell'ordinamento universitario italiano sono state istituite facoltà e scuole al fine di studiare un insieme di ambiti disciplinari, più propriamente singole branche di diverse discipline, necessari allo studio della politica: la scienza politica, la storia moderna e contemporanea, la storia delle dottrine politiche, la storia delle istituzioni politiche, la filosofia politica, la sociologia politica, la sociologia generale, il diritto pubblico in tutte le sue varie declinazioni (in particolare costituzionale e amministrativo, parlamentare, elettorale, interno e comparato), le scienze strategiche e, per estensione, la statistica e in generale la matematica per le scienze sociali, la criminologia, la psicologia sociale, le lingue straniere.
Il corso di laurea in Scienze politiche dell'ordinamento rimasto in vigore sino all'anno accademico 2000-2001 (tabella IV del regio decreto 30 settembre 1938, nº 1652, come modificata dal decreto ministeriale 4 novembre 1995), istituito con la riforma Gentile (prima ancora che in Italia si delineasse la scienza politica quale disciplina autonoma), si articolava in diversi indirizzi:
- storico-politico;
- politico-internazionale;
- politico-amministrativo;
- politico-economico;
- politico-sociale.

Ciascun indirizzo si caratterizzava per gli esami del secondo biennio, detto di specializzazione, totalmente diversi da quelli dell'altro indirizzo, tant'è che l'indirizzo politico-amministrativo arrivava ad avere più esami in comune con Giurisprudenza che con l'indirizzo politico-sociale, in cui gli esami del secondo biennio erano prevalentemente di area sociologica. In alcune università furono successivamente istituiti i corsi di laurea in Scienze dell'amministrazione e in Scienze internazionali e diplomatiche, rispettivamente simili all'indirizzo politico-amministrativo e politico-internazionale del corso di laurea in Scienze politiche. Il corso di laurea in Scienze dell'amministrazione prevedeva però solo una idoneità in lingua straniera, mentre il corso di laurea in Scienze internazionali e diplomatiche e il corso di laurea in Scienze politiche, indipendentemente dall'indirizzo, prevedevano come obbligatori due esami di profitto in due diverse lingue straniere.
Con la riforma universitaria del 1999 i vecchi indirizzi sono stati riferiti a classi dei corsi di studio diverse sin dal primo ciclo, in maniera tale da differenziare il valore legale. Le classi delle lauree di area politologica sono le seguenti:
- L-16 Scienze dell'amministrazione e dell'organizzazione (già 19, Scienze dell'amministrazione);
- L-36 Scienze politiche e delle relazioni internazionali (già 15);
- L-37 Scienze sociali per la cooperazione, lo sviluppo e la pace (già 35).

La classe L-16 raccoglie l'eredità del vecchio indirizzo politico-amministrativo e la classe L-36 di quello politico-internazionale; la classe L-37 è invece sui generis, poiché ha un impianto assimilabile, per raggruppamenti scientifico-disciplinari, all'indirizzo politico-economico ma obiettivi formativi completamente diversi e suoi propri, mirati alla cooperazione internazionale, che comporta l'ausilio di altre discipline, tali da farlo collocare a metà strada con il politico-sociale. Non sono state previste classi corrispondenti a vecchi altri indirizzi. Tuttavia, l'ampio margine di discrezionalità delle sedi nella progettazione dell'offerta formativa fa sì che a prescindere dalla classe di afferenza sia possibile trovare corsi più simili a uno o all'altro tra i vecchi indirizzi.